# Francesco Bordoni

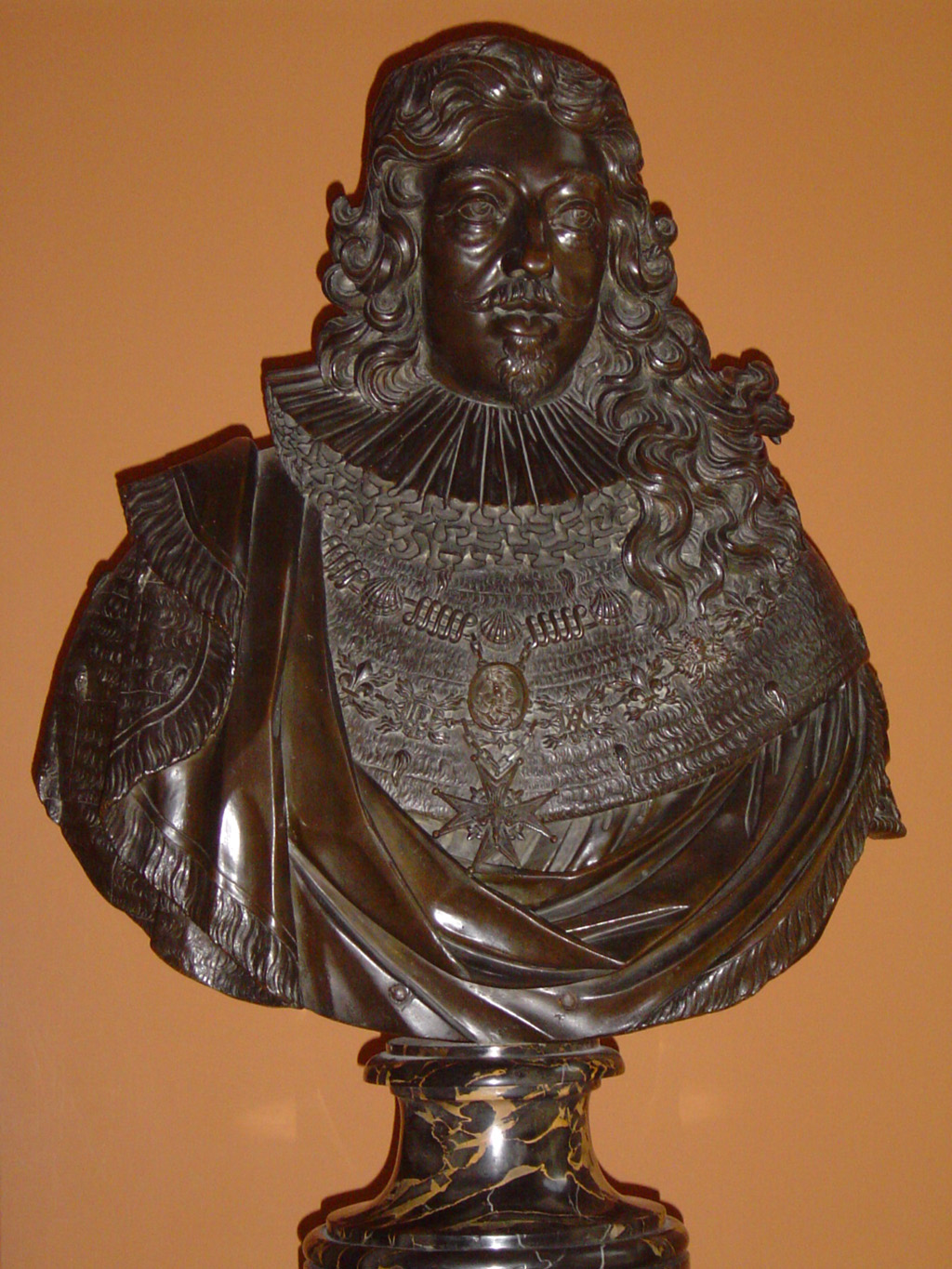
Bronzen buste van koning Lodewijk XIII van Bordoni

Francesco di Bartelomeo Bordoni (1574-1654) was een Italiaans beeldhouwer.
Bordoni was vooral werkzaam aan het Franse hof, waar hij officieel was aangesteld als beeldhouwer van de koning. Hij maakte er bronzen bustes van de koninklijke familie en van Franse hoogwaardigheidsbekleders. Het museum van het Louvre bezit verschillende van zijn werken.
- Bibliothèque nationale de France: cb11938521r (data)
- Gemeinsame Normdatei: 1105079058
- International Standard Name Identifier: 0000 0000 6833 7831
- Système universitaire de documentation: 129021253
- Union List of Artist Names: 500100691
- Virtual International Authority File: 96427017
- WorldCat: E39PBJpDMkygKYjrcPVW8yrKBP